# Rauschenberg (Hesse)
Rauschenberg é um município da Alemanha, situado no distrito de Marburg-Biedenkopf, no estado de Hesse. Tem 67,33 km² de área, e sua população em 2019 foi estimada em 4.408 habitantes.